# Emir Sahiti
Emir Sahiti (* 29. November 1998 in Zemun bei Belgrad, Bundesrepublik Jugoslawien, heute Serbien) ist ein kosovarisch-albanischer Fußballspieler.
Der rechte Außenstürmer begann bei KF Trepça’89 mit dem Fußballspielen im Erwachsenenbereich, bevor er über Umwege beim nordmazedonischen Rabotnički Skopje bei Hajduk Split in Kroatien landete. Zunächst auf Leihbasis gespielt, wurde Sahiti später fest verpflichtet, wobei er zunächst für die zweite Mannschaft spielte. Seit 2024 spielt er in Deutschland beim Hamburger SV. Der kosovarisch-albanische Doppelstaatsbürger Emir Sahiti war auf Nationalmannschaftsebene zunächst Spieler der U21 Albaniens, bevor er im Juni 2022 für die Nationalelf des Kosovo debütierte.

## Karriere

### Verein

#### Erste Schritte im Kosovo und in Nordmazedonien
Emir Sahiti wurde in Zemun geboren, wuchs allerdings im Kosovo auf und spielte sowohl für KF Ramiz Sadiku sowie für den FC Prishtina, bevor er im Sommer 2014 einen Profivertrag bei KF Trepça’89 erhielt. Er blieb nur ein Jahr dort und ging dann nach Nordmazedonien zu Rabotnički aus der Hauptstadt Skopje. In seinem ersten Jahr kam Sahiti zu lediglich sechs Einsätzen in der regulären Saison sowie einer Partie in den Meisterschafts-Play-offs – oftmals als Einwechselspieler –, ehe er in der Folgesaison öfters zum Einsatz kam und auch nicht selten Teil der Anfangsformation war. Allerdings bremste ihn eine Verletzung aus. Emir Sahiti schoss am 20. September 2017 beim 4:2-Sieg im Auswärtsspiel bei FK Pobeda Prilep sein erstes Tor für den Klub aus der Hauptstadt. Insgesamt kam er bis zur Winterpause auf neun Partien.

#### In Kroatien bei Hajduk Split
Sahiti zog es in der Winterpause schließlich nach Kroatien zu Hajduk Split, die ihn zunächst ausgeliehen hatten und ihn in ihrer zweiten Mannschaft einsetzten. Diese spielte in der zweiten Liga und dort schoss er am 9. Mai 2018 im Auswärtsspiel bei NK Solin den Treffer zum 2:0-Endstand. In der Rückrunde der Saison hatte Emir Sahiti insgesamt neunmal gespielt und in der Folge hatten der Klub aus der Stadt in Dalmatien ihn fest verpflichtet. Dort kam er anfänglich weiterhin in der Zweitvertretung zum Einsatz, doch am 23. Februar 2019 debütierte er beim torlosen Unentschieden im Erstligaspiel gegen HNK Gorica für die erste Mannschaft. Der Durchbruch wollte Emir Sahiti zunächst nicht gelingen und er kam auch in der Saison 2019/20 nur sporadisch zum Einsatz – allerdings nur in der zweiten Mannschaft –, wobei die damalige COVID-19-Pandemie eine Fortsetzung der Spielzeit unmöglich machte, weshalb sie abgebrochen werden musste. In der Saison 2020/21 spielte er auf Leihbasis bei HNK Sibenik und hier wurde er Stammspieler und wurde dabei zumeist als linker Außenstürmer eingesetzt, seltener auch auf der rechten Außenbahn oder im linken Mittelfeld. Sahiti schoss dabei sieben Tore und gab zwei Vorlagen, womit der Verein Sechster wurde. Zurück in Split, kam er auch regelmäßiger zum Einsatz und spielte auch oft von Anfang an. Hajduk Split ist zusammen mit Dinamo Zagreb eine der zwei größten kroatischen Fußballvereine. Waren sie zur Winterpause noch auf Platz 4, wurden sie schließlich Vizemeister. Emir Sahiti kam zu fünf Toren und vier Vorlagen. Eine Saison später wurde er zwischenzeitlich von einer Sprunggelenksverletzung zurückgeworfen, kam aber ungeachtet dessen weiter regelmäßig zum Einsatz, freilich nicht immer in der Startelf. Hajduk Split startete als Vize-Meister 2022 in der dritten Qualifikationsrunde zur Conference League und warf dort den portugiesischen Vertreter Vitória Guimarães raus, scheiterte in den Play-offs allerdings am FC Villarreal. National konnte man den kroatischen Pokal gewinnen, wobei Sahiti im mit 2:0 gewonnenen Finale gegen seinen ehemaligen Leihverein HNK Sibenik zu seinem einzigen Einsatz im Wettbewerb kam.
Die Saison 2023/24 bedeutete schließlich für ihn der Durchbruch in Dalmatien, als er als Außenstürmer, sowohl links als auch rechts, Stammspieler wurde. Hajduk Split zwar zwischenzeitlich Tabellenführer, belegte allerdings zum Saisonende den dritten Platz. Emir Sahiti gab acht Vorlagen und schoss drei Tore. International war für Hajduk Split in der Saison 2023/24 in der dritten Qualifikationsrunde zur UEFA Europa Conference League Schluss, als PAOK Thessaloniki Endstation bedeutete.

#### Wechsel nach Deutschland
Ende August 2024 kurz vor Ende des Sommertransferfensters verließ Sahiti Split und wechselte nach Deutschland zum Zweitligisten Hamburger SV.

### Nationalmannschaft
Emir Sahiti bestritt elf Länderspiele für die albanische U21-Nationalmannschaft und schoss dabei zwei Tore. Am 9. Juni 2022 kam er jedoch zu seinem Debüt für die A-Nationalmannschaft des Kosovo, als er beim 3:2-Sieg im Nations-League-Spiel in Prishtina gegen Nordirland eine Minute vor Spielende für Milot Rashica eingewechselt wurde. Drei Tage später hatte Sahiti bei der 0:2-Niederlage in Volos gegen Griechenland gespielt. Dies war für zwei Jahre sein letzter Einsatz für die Kosovaren und erst am 6. September 2024 lief er wieder für die Nationalmannschaft auf. Bei der 0:3-Niederlage im Nations-League-Spiel in Prishtina gegen Rumänien wurde er in der 81. Minute für Edon Zhegrova eingewechselt.

## Erfolge
- Kroatischer Pokalsieger (2): 2022, 2023 (beide Hajduk Split)
- Aufstieg in die Bundesliga: 2025 (Hamburger SV)